# الناصرية (حائل)
الناصرية قرية تقع في شمال السعودية في منطقة حائل، تبعد عن مدينة حائل 140 كم شرقاً، 40 كم جنوب محافظة بقعاء. تحيط بالناصرية العديد من المنشآت والمشاريع الزراعية.